# Textile Sensoren

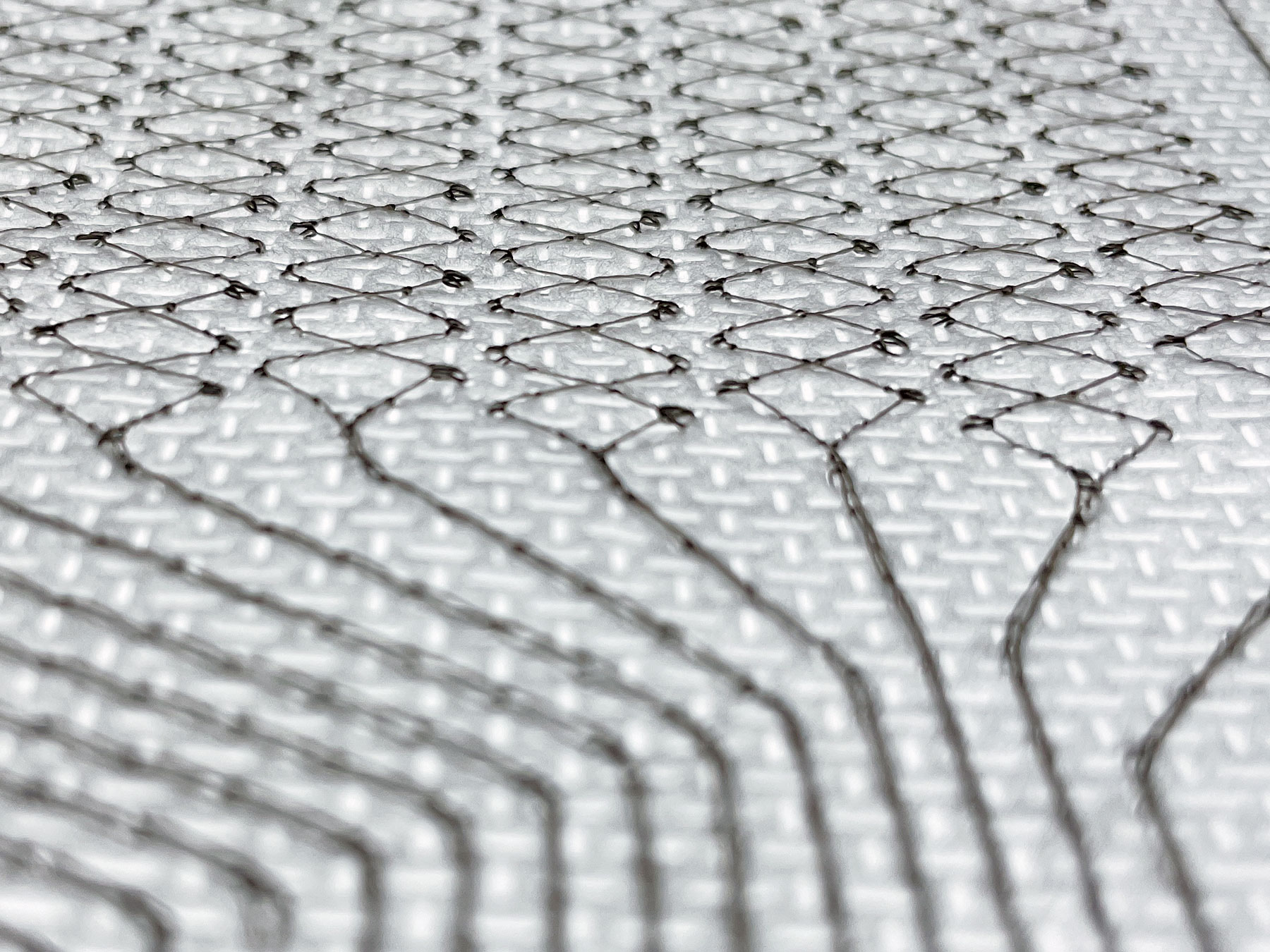
Leitfähiger Faden auf textilem Trägermaterial, wodurch hohe Flexibilität erreicht wird. Mittels CNC-Sticktechnologie hergestellt.

Textilsensoren sind elektronische Bauelemente, leitende Fäden oder Litzen, die direkt in textile Trägermaterialien integriert werden, um physikalische oder chemische Veränderungen in ihrer Umgebung zu erfassen und zu messen. Im Gegensatz zu herkömmlichen Sensoren sind textilbasierte Sensoren weich, flexibel und tragbar. Sie finden Einsatz in Bereichen wie Gesundheitswesen, Sporttechnologie, Fahrzeuginnenausstattung und intelligenter Kleidung. Typische Messgrößen sind Druck, Dehnung, Temperatur, Feuchtigkeit sowie biometrische Signale wie EKG oder Atmung.
Zur Integration von Sensorfunktionen in Textilien werden verschiedene Verfahren eingesetzt, darunter Weben, Drucken, Beschichten und Sticken. Unter diesen hat sich die technische Stickerei als präzise und skalierbare Methode etabliert, um leitfähige Elemente und Sensorstrukturen in Gewebe einzubringen. Mit diesem Verfahren lassen sich beispielsweise Drucksensoren, Temperatur- und Feuchtigkeitssensoren, textilbasierte Antennen und andere funktionale Komponenten auf einer Vielzahl von Textilsubstraten herstellen.

## Funktionsweise und Aufbau
Textilsensoren arbeiten, indem leitfähige oder halbleitende Materialien in die textile Struktur eingebracht oder aufgebracht werden. Je nach Messprinzip können sie funktionieren über:
- Widerstandsänderung, z. B. bei Dehnungssensoren
- kapazitive Wechselwirkung, z. B. bei Feuchtigkeits- oder Näherungssensoren
- induktive Reaktion, z. B. bei der Erfassung von Magnetfeldern
- thermische Variation, z. B. bei Temperatursensoren

Das textile Grundmaterial sorgt für mechanische Flexibilität und Tragekomfort, während die funktionalen Elemente in definierten Geometrien angeordnet werden, um physikalische Veränderungen zu erfassen. Sensoren können punktuell oder als großflächige Messsysteme ausgelegt sein.

## Technologien
Zur Herstellung von Textilsensoren werden verschiedene Verfahren eingesetzt. Zu den gängigsten zählen:
- Weben und Stricken: Leitfähige Garne oder Fasern werden direkt in das Gewebe integriert, wodurch die Sensorelemente fester Bestandteil der Textilstruktur sind.
- Textildruck: Leitfähige Tinten, Pasten oder Polymere werden mittels Siebdruck, Inkjet oder Transferdruck aufgebracht. Diese Methode eignet sich für flexible, flache Sensorflächen.[1]
- Beschichtung: Das Textil wird mit leitfähigen Schichten überzogen, z. B. durch chemische Beschichtung, Plasmabeschichtung oder Tauchverfahren.
- Stickerei (technische Stickerei): Mit CNC-gesteuerten Stickmaschinen werden leitfähige Drähte oder Garne direkt auf den Stoff aufgebracht. Dies ermöglicht reproduzierbare, komplexe Geometrien, einschließlich mehrerer Zonen oder sich kreuzender Leiterbahnen. Das Verfahren erlaubt großflächige Strukturen bei gleichbleibender Flexibilität und kann an unregelmäßige Formen angepasst werden.[2]
- Hybridtechniken: Kombinationen mehrerer Methoden, z. B. Aufbringen von gedruckten Sensorstrukturen auf ein gewebtes Substrat oder Integration von Mikrochips in ein besticktes Sensornetzwerk.

Die Wahl der Technologie hängt von den Anforderungen an Flexibilität, Haltbarkeit, elektrischen Widerstand, Produktionsvolumen und Kosten ab.

## Anwendungen
Textilsensoren werden eingesetzt in:
- Medizin und Rehabilitation: Überwachung von Herzfrequenz, Körperhaltung, Temperatur oder Atmung
- Sport und Fitness: Erfassung von Bewegung, Dehnung, Schweiß oder Hauttemperatur
- Automobiltechnik: Druckverteilungsmessung in Sitzen, berührungsempfindliche Polsterungen
- Möbel und Innenausstattung: intelligente Betten oder ergonomische Sitzanalysen
- Industrie: Umwelt- oder Strukturüberwachung in Verbundwerkstoffen oder Schutzkleidung

## Forschung und Entwicklung
Aktuelle Forschungsergebnisse umfassen:
- kapazitive Sensoren, die mit ineinandergreifenden Elektroden für die Feuchtigkeitsmessung bestickt wurden ([PMC6427775](https://www.ncbi.nlm.nih.gov/pmc/articles/PMC6427775/))
- Dehnungssensoren mit bestickten Widerstandsbahnen und geringer Hysterese ([PMC9920134](https://www.ncbi.nlm.nih.gov/pmc/articles/PMC9920134/))
- Temperaturmessmatten aus kohlenstoffbasierten Garnen ([ScienceDirect](https://www.sciencedirect.com/science/article/abs/pii/S0924424717302984))
- bestickte UHF-RFID-Antennen für tragbare Ortungssysteme ([arXiv:1710.02237](https://arxiv.org/abs/1710.02237))

Die Forschung zielt darauf ab, die Waschbarkeit, Signalstabilität, Integration mit Mikrocontrollern und drahtlose Datenübertragung weiter zu verbessern.